# راي نورمان (ممثلة)
راي نورمان (بالإنجليزية: Rae Norman)‏ هي ممثلة أمريكية، ولدت في 1 أبريل 1958 في بريور كريك في الولايات المتحدة.

## وصلات خارجية
- راي نورمان على موقع IMDb (الإنجليزية)
- راي نورمان على موقع قاعدة بيانات الفيلم (الإنجليزية)
- راي نورمان على موقع كينوبويسك (الروسية)